# Северный гигантский буревестник
Се́верный гига́нтский буреве́стник (лат. Macronectes halli) — очень крупная, хищная, пелагическая морская птица семейства буревестниковых (Procellariidae) отряда  буревестникообразных (Procellariiformes). Вид был впервые описан австралийским орнитологом Грегори Мэтьюсом (1876—1949) в 1912 году. Является одним из двух видов в роде гигантских буревестников (Macronectes) и одним из около 100 видов в семействе буревестниковых.
Обитает над акваторией Южного океана, главным образом к северу от линии Антарктической конвергенции. Ареал вида широко пересекается с ареалом южного гигантского буревестника, но в целом несколько смещён к северу.

## Характеристика северного гигантского буревестника
Наряду с южным гигантским буревестником является самой крупной птицей семейства. У птиц, гнездящихся на Южной Георгии, длина клюва составляет 85—100 мм, плюсна — 87—106 мм, крыло — 482—564 мм. Клюв бледный желтовато-розовый, обычно с коричневатым или красноватым кончиком. У некоторых молодых птиц окраска клюва может быть ровной желтовато-розовой, неотличимой от молодых особей южного гигантского буревестника. Радужка глаза у взрослых птиц светло-серая или зеленоватая, у молодых — коричневая. Оперение туловища у взрослых птиц тёмно-серое, белесоватое на передней части головы и подбородке, крапчато-белое на голове, шее и груди. У молодых неполовозрелых птиц оперение темнее и менее крапчатое. У оперившихся птенцов пятнисто-чёрная окраска. Взрослую окраску оперения и радужной оболочки птицы приобретают по мере взросления в течение 5—7 лет.

## Распространение
Пелагический вид, встречающийся повсюду в пределах Южного океана севернее линии Антарктической конвергенции, а также в южных частях Атлантического, Тихого и Индийского океанов — включая север Чили, Аргентины, а также районы Южной Африки и южной половины Австралии. Гнездится на Южной Георгии, где зарегистрировано около 4500 пар, на островах Чатем, Крозе, Кергелен, Маккуори и других. Общая площадь ареала вида составляет около 82 600 000 км² (31 900 000 кв. миль).